# 1849 az irodalomban
Az 1849. év az irodalomban.

## Események
- Magyarország legnagyobb költője, Petőfi Sándor elesik a segesvári csatában.

## Megjelent új művek

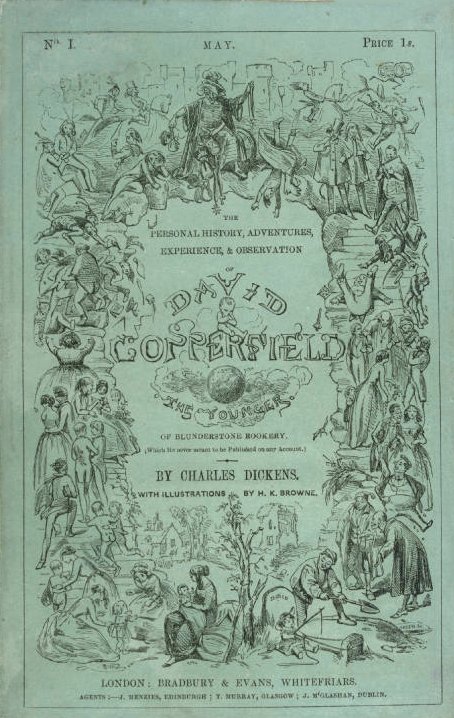
Copperfield Dávid

- François-René de Chateaubriand monumentális alkotása (posztumusz): Mémoires d'outre-tombe (Síron túli emlékiratok). Először folytatásokban, majd 1849–1850-ben könyv alakban is.
- Charlotte Brontë regénye: Shirley
- Charles Dickens: David Copperfield; megjelenik folytatásokban (1849–1850), majd 1850-ben könyv alakban is
- Fjodor Mihajlovics Dosztojevszkij befejezetlen kisregénye: Nyetocska Nyezvanova (Неточка Незванова)
- Theodor Storm német író elbeszélése, mely megalapozta hírnevét: Immensee (Erdei tó)
- Id. Alexandre Dumas: Le Collier de la reine (A királyné nyakéke), folytatásokban (1849–1850)

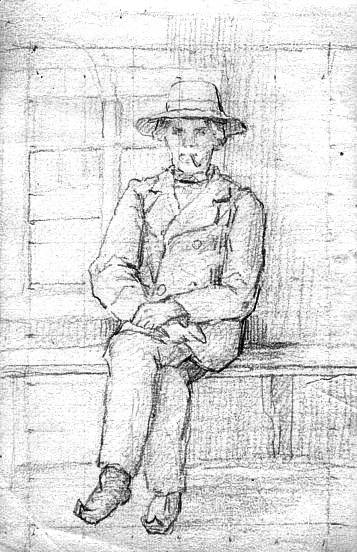
Elias Lönnrot

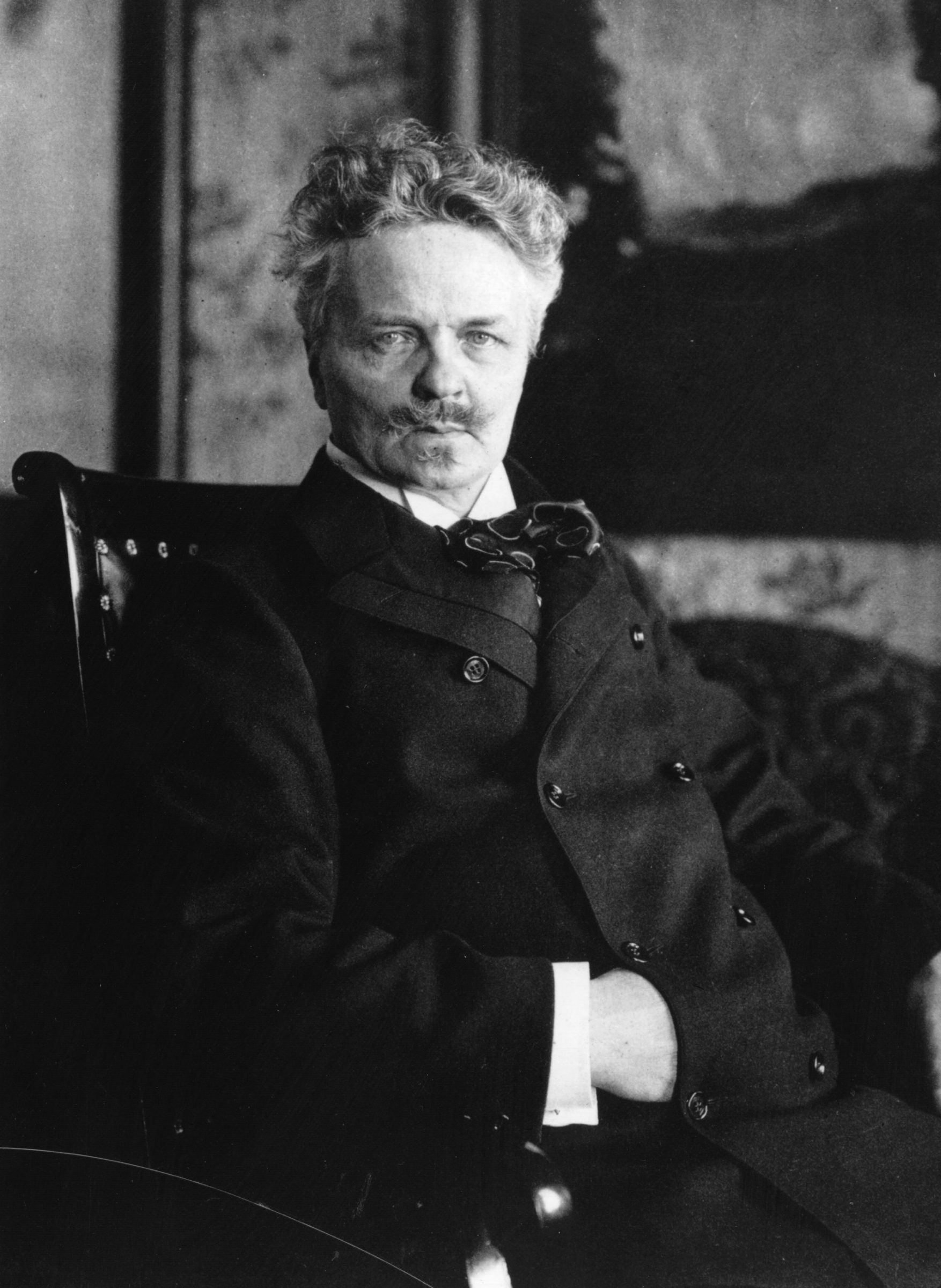
August Strindberg

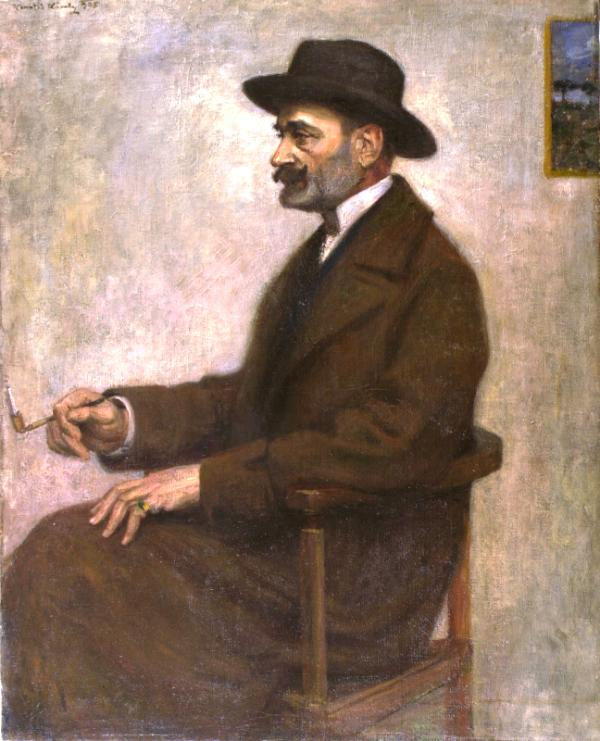
Gozsdu Elek

### Költészet
- Elias Lönnrot összeállításában a Kalevala új, bővebb változata (az első változat 1835-ben látott napvilágot)

### Dráma
- Eugène Scribe drámája: Adrienne Lecouvreur (bemutató)

### Magyar nyelven
- Arany János: Az elveszett alkotmány, vígeposz hét énekben (1845-ben írta) (A Kisfaludy Társaság Évlapjai, 7. kötet)
- Sárosi Gyula tizenhárom fejezetből (leheletből) álló munkája: Ponyvára került Arany trombita (Debrecen, 1849. május), „a forradalom és a szabadságharc népies verses krónikája.”[1]
- Év végén (december 21.) színre kerül Szigligeti Ede komédiája, a Liliomfi

## Születések
- január 22. – August Strindberg svéd dráma- és regényíró († 1912)
- február 2. – Hviezdoslav szlovák költő, drámaíró, műfordító, a legnépszerűbb szlovák költők egyike († 1921)
- február 18. – Alexander Kielland norvég realista író († 1906)
- június 3. – Szabó Endre költő, író, hírlapíró, műfordító († 1924)
- július 22. – Emma Lazarus amerikai költő († 1887)
- november 28. – Gozsdu Elek író, drámaíró († 1919)
- december 31. – Ábrányi Kornél író († 1913)

## Halálozások

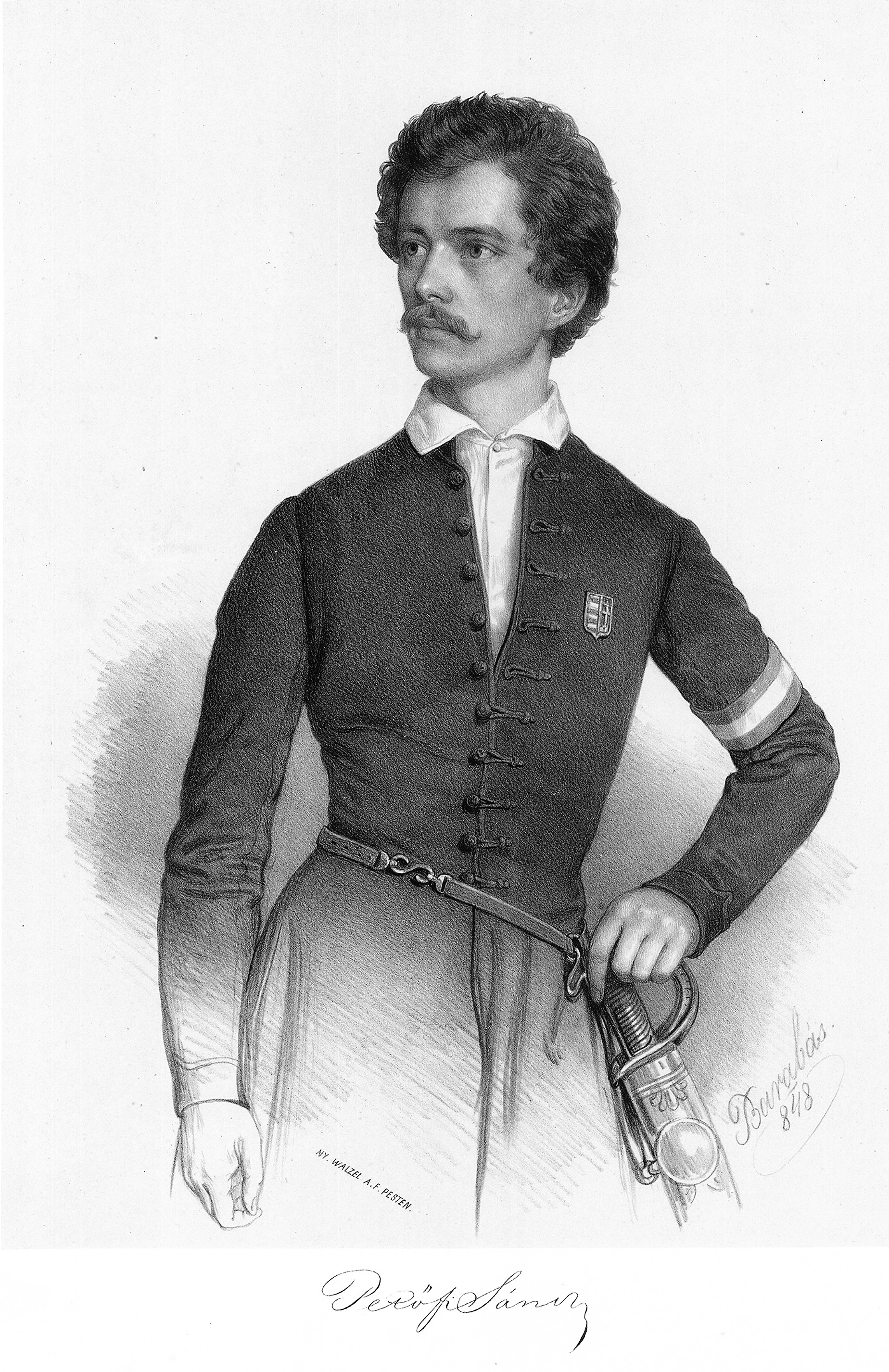
Petőfi Sándor

- január 15. – Mátyási József magyar ügyvéd, író, költő (* 1765)
- február 8.– France Prešeren szlovén költő; egyik költeményének részlete Szlovénia himnusza lett (* 1800)
- április 3. – Juliusz Słowacki lengyel romantikus költő, író, a Három bárd egyike (* 1809)
- május 22. – Maria Edgeworth ír írónő (* 1767)
- május 28. – Anne Brontë, angol írónő, a Brontë nővérek legfiatalabbika (* 1820)
- július 31. – Petőfi Sándor költő, író, drámaíró, forradalmár, a magyar költészet egyik legismertebb és legkiemelkedőbb alakja (* 1823)
- október 7. – Edgar Allan Poe amerikai költő, novellista, szerkesztő, kritikus (* 1809)